# 通什镇
通什镇，是中华人民共和国海南省五指山市下辖的一个乡镇级行政单位。
2012年，海南省人民政府批复同意冲山镇更名为通什镇。

## 行政区划
通什镇下辖以下地区：
河北东社区、河北西社区、河南东社区、河南西社区、番茅村、什保村、福关村、红雅村、福利村、牙日村、应示村、番慢村、福安村、番香村、牙畜村、报龙村、太平村、什会村、番寨村、南定村、琼州学院社区、海南省第二卫校社区、公安局社区和海南省工业学校社区。